# Premi Oscar 2017

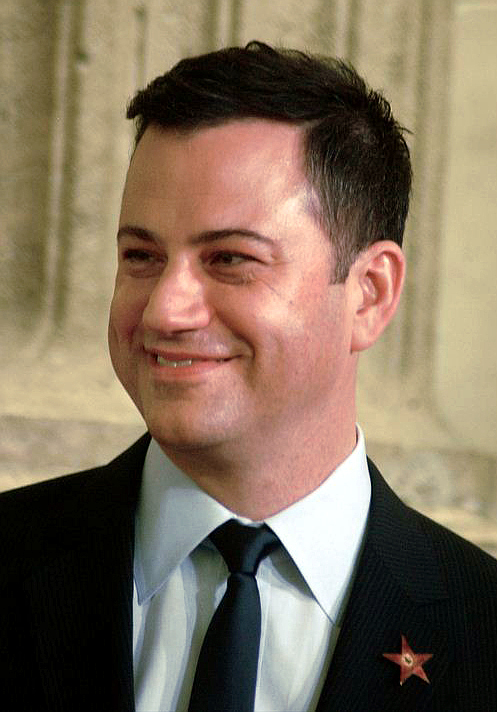
Jimmy Kimmel, conduttore dell'89ª edizione degli Oscar

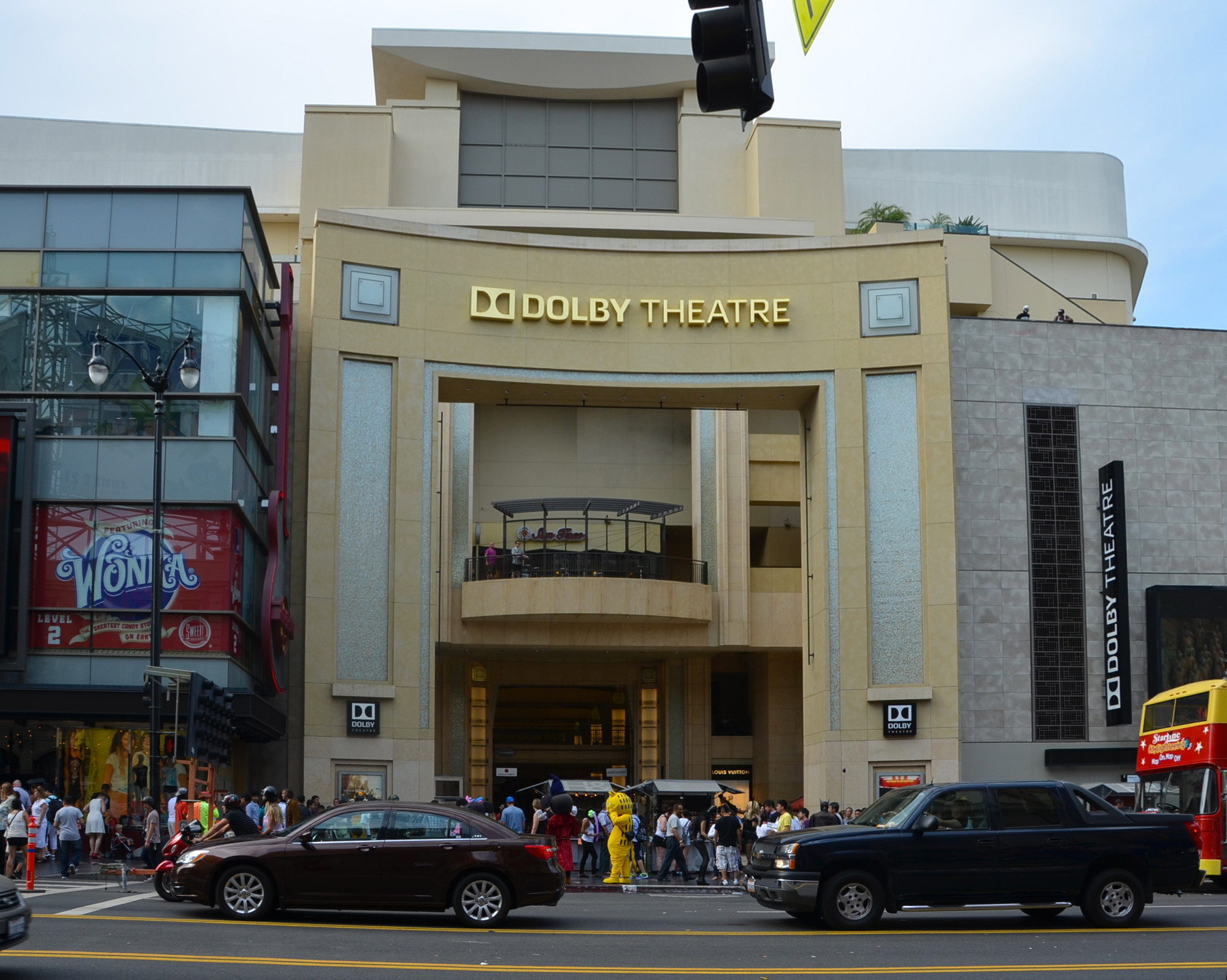
Il Dolby Theatre

L'89ª edizione della cerimonia dei Premi Oscar si è tenuta al Dolby Theatre di Los Angeles il 26 febbraio 2017. 
Come presentatore è stato scelto Jimmy Kimmel, alla sua prima conduzione degli Oscar, che ha percepito un cachet di 15.000 dollari. La cerimonia è stata trasmessa negli Stati Uniti d'America dal network ABC, mentre in Italia è andata in onda sul canale Sky Cinema Oscar ed in chiaro su TV8.
Le candidature sono state annunciate il 24 gennaio 2017 dal presidente dell'Academy Cheryl Boone Isaacs, i registi Guillermo del Toro e Jason Reitman, le attrici Glenn Close, Marcia Gay Harden, Brie Larson, Gabourey Sidibe e Jennifer Hudson, e gli attori Terrence Howard, Ken Watanabe e Demián Bichir. La La Land ha ricevuto 14 candidature, eguagliando il record di Titanic ed Eva contro Eva, 6 delle quali sono risultate vincenti.
Per un disguido, La La Land è stato erroneamente annunciato dal palco anche come vincitore del premio al miglior film, prima che si chiarisse che la pellicola vincitrice fosse in realtà Moonlight.

## Vincitori e candidati
Vengono di seguito indicati in grassetto i vincitori. Ove ricorrente e disponibile, viene indicato il titolo in lingua italiana e quello in lingua originale tra parentesi.

### Miglior film
- Moonlight, prodotto da Adele Romanski, Dede Gardner e Jeremy Kleiner
- Arrival, prodotto da Shawn Levy, Dan Levine, Aaron Ryder e David Linde
- Barriere (Fences), prodotto da Scott Rudin, Denzel Washington e Todd Black
- La battaglia di Hacksaw Ridge (Hacksaw Ridge), prodotto da Bill Mechanic e David Permut
- Il diritto di contare (Hidden Figures), prodotto da Donna Gigliotti, Peter Chernin, Jenno Topping, Pharrell Williams e Theodore Melfi
- Hell or High Water, prodotto da Carla Hacken e Julie Yorn
- La La Land, prodotto da Fred Berger, Jordan Horowitz e Marc Platt
- Lion - La strada verso casa (Lion) , prodotto da Emile Sherman, Iain Canning e Angie Fielder
- Manchester by the Sea, prodotto da Matt Damon, Kimberly Steward, Chris Moore, Lauren Beck e Kevin J. Walsh

### Miglior regia
- Damien Chazelle - La La Land
- Barry Jenkins - Moonlight
- Kenneth Lonergan - Manchester by the Sea
- Denis Villeneuve - Arrival
- Mel Gibson - La battaglia di Hacksaw Ridge (Hacksaw Ridge)

### Miglior attore protagonista
- Casey Affleck - Manchester by the Sea
- Andrew Garfield - La battaglia di Hacksaw Ridge (Hacksaw Ridge)
- Ryan Gosling - La La Land
- Viggo Mortensen - Captain Fantastic
- Denzel Washington - Barriere (Fences)

### Miglior attrice protagonista
- Emma Stone - La La Land
- Isabelle Huppert - Elle
- Ruth Negga - Loving - L'amore deve nascere libero (Loving)
- Natalie Portman - Jackie
- Meryl Streep - Florence (Florence Foster Jenkins)

### Miglior attore non protagonista
- Mahershala Ali - Moonlight
- Jeff Bridges - Hell or High Water
- Lucas Hedges - Manchester by the Sea
- Dev Patel - Lion - La strada verso casa (Lion)
- Michael Shannon - Animali notturni (Nocturnal Animals)

### Miglior attrice non protagonista
- Viola Davis - Barriere (Fences)
- Naomie Harris - Moonlight
- Nicole Kidman - Lion - La strada verso casa (Lion)
- Octavia Spencer - Il diritto di contare (Hidden Figures)
- Michelle Williams - Manchester by the Sea

### Migliore sceneggiatura non originale
- Barry Jenkins e Tarell Alvin McCraney - Moonlight
- Eric Heisserer - Arrival
- Luke Davies - Lion - La strada verso casa (Lion)
- August Wilson - Barriere (Fences)
- Allison Schroeder e Theodore Melfi - Il diritto di contare (Hidden Figures)

### Migliore sceneggiatura originale
- Kenneth Lonergan - Manchester by the Sea
- Damien Chazelle - La La Land
- Yorgos Lanthimos e Euthymīs Filippou - The Lobster
- Mike Mills - Le donne della mia vita (20th Century Women)
- Taylor Sheridan - Hell or High Water

### Miglior film straniero
- Il cliente (Forušande), regia di Asghar Farhadi (Iran)
- Land of Mine - Sotto la sabbia (Under sandet), regia di Martin Zandvliet (Danimarca)
- Mr. Ove (En man som heter Ove), regia di Hannes Holm (Svezia)
- Tanna, regia di Martin Butler e Bentley Dean (Australia)
- Vi presento Toni Erdmann (Toni Erdmann), regia di Maren Ade (Germania)

### Miglior film d'animazione
- Zootropolis (Zootopia), regia di Rich Moore e Byron Howard
- Kubo e la spada magica (Kubo and the Two Strings), regia di Travis Knight
- La mia vita da Zucchina (Ma vie de Courgette), regia di Claude Barras
- Oceania (Moana), regia di John Musker e Ron Clements
- La tartaruga rossa (La Tortue Rouge), regia di Michaël Dudok de Wit

### Miglior fotografia
- Linus Sandgren - La La Land
- James Laxton - Moonlight
- Greig Fraser - Lion - La strada verso casa (Lion)
- Rodrigo Prieto - Silence
- Bradford Young - Arrival

### Miglior scenografia
- Sandy Reynolds-Wasco e David Wasco - La La Land
- Patrice Vermette e Paul Hotte - Arrival
- Stuart Craig e Anna Pinnock - Animali fantastici e dove trovarli (Fantastic Beasts and Where to Find Them)
- Jess Gonchor e Nancy Haigh - Ave, Cesare! (Hail, Ceasar!)
- Guy Hendrix Dyas e Gene Serdena - Passengers

### Migliori costumi
- Colleen Atwood - Animali fantastici e dove trovarli (Fantastic Beasts and Where to Find Them)
- Joanna Johnston - Allied - Un'ombra nascosta (Allied)
- Consolata Boyle - Florence (Florence Foster Jenkins)
- Madeline Funtaine - Jackie
- Mary Zophres - La La Land

### Miglior trucco e acconciatura
- Alessandro Bertolazzi, Giorgio Gregorini e Christopher Nelson - Suicide Squad
- Eva Von Bahr e Love Larson - Mr. Ove (En man som heter Ove)
- Joel Harlow e Richard Alonzo - Star Trek Beyond

### Migliori effetti speciali
- Robert Legato, Adam Valdez, Andrew R. Jones e Dan Lemmon - Il libro della giungla (The Jungle Book)
- Craig Hammack, Jason Snell, Jason Billington e Burt Dalton - Deepwater - Inferno sull'oceano (Deepwater Horizon)
- Stephane Ceretti, Richard Bluff, Vincent Cirelli e Paul Corbould - Doctor Strange
- Steve Emerson, Oliver Jones, Brian McLean e Brad Schiff - Kubo e la spada magica (Kubo and the Two Strings)
- John Knoll, Mohen Leo, Hal Hickel e Neil Corbould - Rogue One: A Star Wars Story

### Miglior montaggio
- John Gilbert - La battaglia di Hacksaw Ridge (Hacksaw Ridge)
- Tom Cross - La La Land
- Joi McMillon e Nat Sanders - Moonlight
- Joe Walker - Arrival
- Jake Roberts - Hell or High Water

#### Miglior sonoro
- Kevin O'Connell, Andy Wright, Robert Mackenzie e Peter Grace - La battaglia di Hacksaw Ridge (Hacksaw Ridge)
- Andy Nelson, Ai-Ling Lee e Steve A. Morrow - La La Land
- David Parker, Christopher Scarabosio e Stuart Wilson - Rogue One: A Star Wars Story
- Bernard Gariépy Strobl e Claude La Haye - Arrival
- Greg P. Russell[5], Gary Summers, Jeffrey J. Haboush e Mac Ruth - 13 Hours: The Secret Soldiers of Benghazi

#### Miglior montaggio sonoro
- Sylvain Bellemare - Arrival
- Wylie Stateman e Renée Tondelli - Deepwater - Inferno sull'oceano (Deepwater Horizon)
- Robert Mackenzie e Andy Wright - La battaglia di Hacksaw Ridge (Hacksaw Ridge)
- Ai-Ling Lee e Mildred Iatrou Morgan - La La Land
- Alan Robert Murray e Bub Asman - Sully

### Miglior colonna sonora
- Justin Hurwitz - La La Land
- Mica Levi - Jackie
- Dustin O'Halloran e Hauschka - Lion - La strada verso casa (Lion)
- Nicholas Britell - Moonlight
- Thomas Newman - Passengers

### Miglior canzone
- City of Stars (Justin Hurwitz, Benj Pasek, Justin Paul) - La La Land
- Audition (The Fools Who Dream) (Justin Hurwitz, Benj Pasek e Justin Paul) - La La Land
- Can't Stop the Feeling! (Justin Timberlake, Max Martin e Karl Johan Schuster) - Trolls
- The Empty Chair (J. Ralph e Sting) - Jim: The James Foley Story
- How Far I'll Go (Lin-Manuel Miranda) - Oceania (Moana)

### Miglior documentario
- O.J.: Made in America, regia di Ezra Edelman
- Fuocoammare, regia di Gianfranco Rosi
- I Am Not Your Negro, regia di Raoul Peck
- Life, Animated, regia di Roger Ross Williams
- XIII emendamento (13th), regia di Ava DuVernay

### Miglior cortometraggio documentario
- Caschi bianchi (The White Helmets), regia di Orlando von Einsiedel e Joanna Natasegara
- 4.1 Miles, regia di Daphne Matziaraki
- Extremis, regia di Dan Krauss
- Joe's Violin, regia di Kahane Cooperman
- Watani: My Homeland, regia di Marcel Mettelsiefen

### Miglior cortometraggio
- Sing, regia di Kristóf Deák e Anna Udvardy
- Ennemis intérieurs, regia di Sélim Azzazi
- La femme et la TGV, regia di Timo von Gunten
- Silent Nights, regia di Aske Bang
- Turno di notte (Timecode), regia di Juanjo Giménez Peña

### Miglior cortometraggio d'animazione
- Piper, regia di Alan Barillaro
- Blind Vaysha, regia di Theodore Ushev
- Borrowed Time, regia di Andrew Coats e Lou Hamou-Lhadj
- Pear and Cider Cigarettes, regia di Robert Valley
- Pearl, regia di Patrick Osborne

## Premi speciali

### Oscar onorario[6][7]
- Jackie Chan
- Anne V. Coates
- Lynn Stalmaster
- Frederick Wiseman

## L'errore per il miglior film
L'errore nacque dal fatto che a Faye Dunaway e Warren Betty, presentatori del premio per il miglior film, fu consegnata la busta del premio alla migliore attrice contenente il nome di Emma Stone e il titolo La La Land, perciò Warren Betty, esitando, mostrò la scheda a Faye Dunaway, la quale annunciò il film come vincitore.
La PricewaterhouseCoopers, il network di consulenza incaricato di elaborare i risultati delle votazioni, prepara le buste e le consegna ai presentatori, due buste per ogni categoria, ciascuna conservata ai lati opposti del palco; la strategia prevede che una sia la busta che viene effettivamente portata sul palco, aperta e il cui contenuto viene rivelato durante la cerimonia, l'altra sia una busta "di riserva" che, a meno di imprevisti, rimane dietro le quinte. Ai due presentatori fu consegnata, per errore, la "busta di riserva" contenente il nome della miglior attrice.